# Spoorlijn Vouvant-Cezais - Saint-Christophe-du-Bois
De spoorlijn Vouvant-Cezais - Saint-Christophe-du-Bois was een Franse spoorlijn van Vouvant naar Saint-Christophe-du-Bois. De lijn was 71,8 km lang en heeft als lijnnummer 526 000.

## Geschiedenis
De lijn werd in gedeeltes geopend door de Administration des chemins de fer de l'État, van Vouvant-Cezais naar Chantonnay op 28 mei 1900 en van Chantonnay naar Saint-Christophe-du-Bois op 27 juli 1914. Reizigersverkeer werd opgeheven op 31 juli 1939, goederenvervoer werd afgebouwd tussen 1942 en 1994. 
Sinds 1985 is het gedeelte tussen Les Herbiers en Mortagne-sur-Sèvre in gebruik als museumlijn door de Chemin de fer de la Vendée.

## Aansluitingen
In de volgende plaatsen is of was er een aansluiting op de volgende spoorlijnen:
Vouvant-Cezais
RFN 528 000, spoorlijn tussen Breuil-Barret en Velluire
Chantonnay
RFN 525 000, spoorlijn tussen Les Sables-d'Olonne en Tours
Saint-Christophe-du-Bois
RFN 527 000, spoorlijn tussen Clisson en Cholet

## Galerij

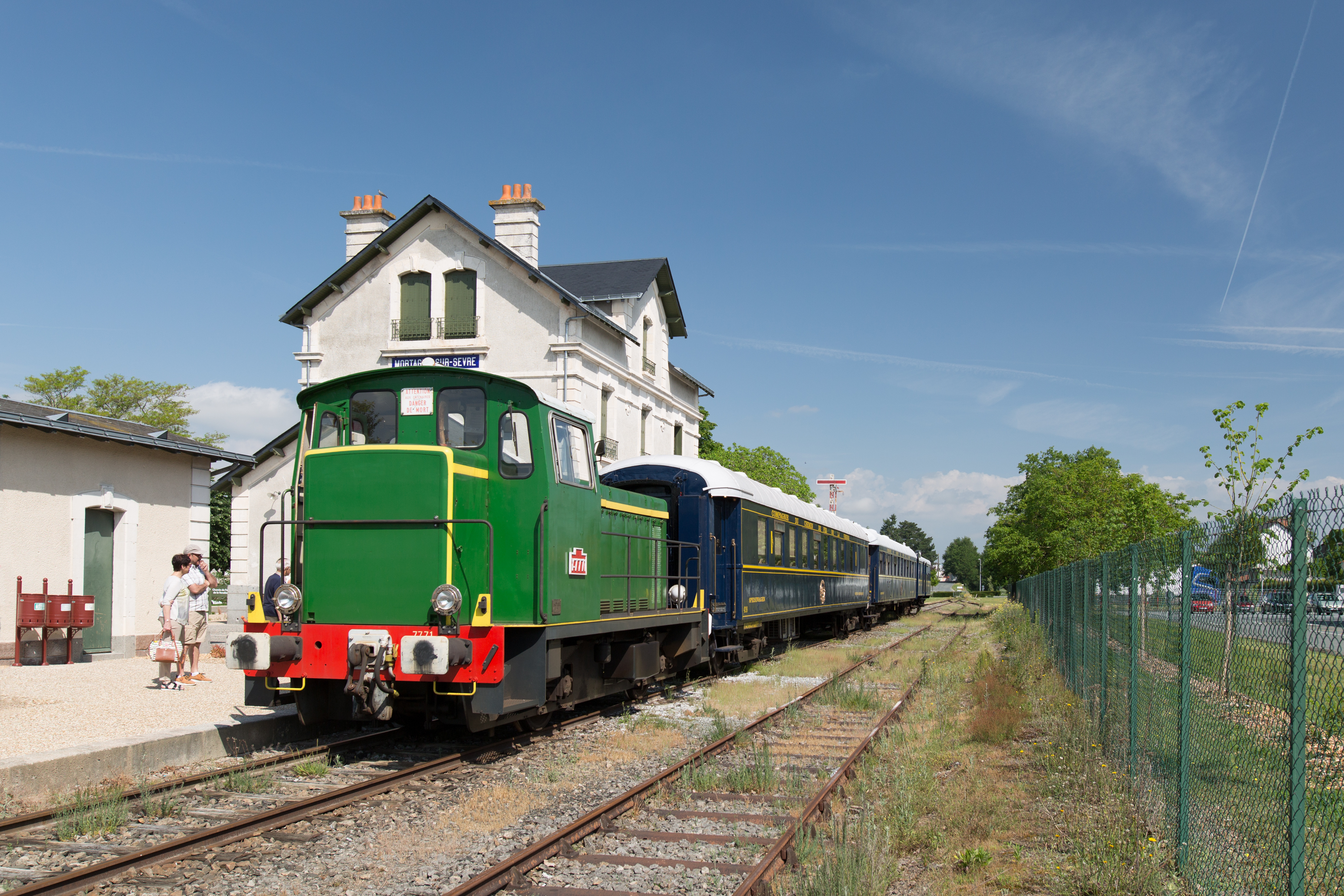
Museumtrein in Mortagne-sur-Sèvre
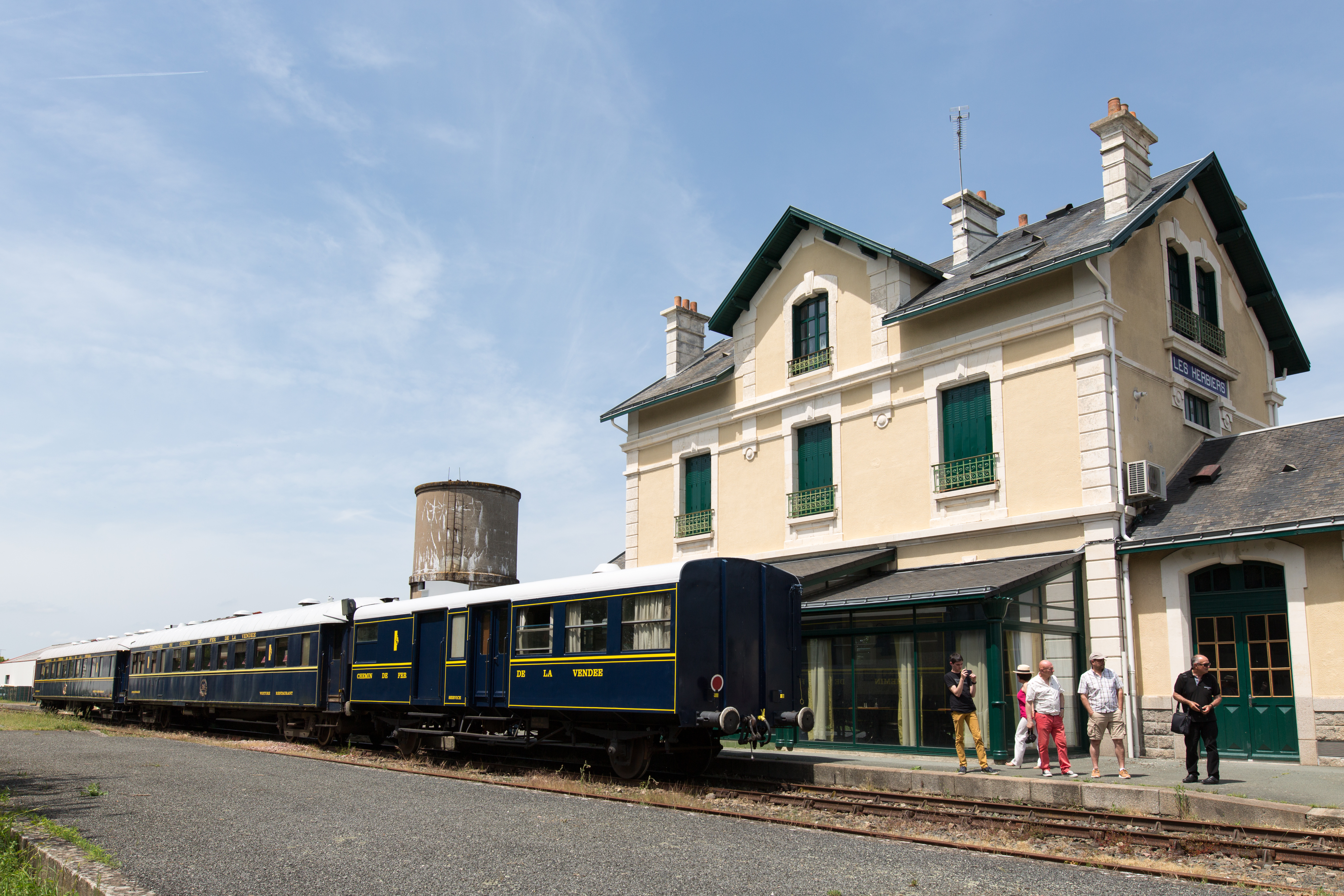
Station Les Herbiers